# Фила (политик)
Фила — первая доподлинно известная благотворительница и первая женщина-судья в древнегреческом городе Приена, жившая в середине I века до н. э.
Фила была дочерью Аполлония и женой Фессала, сына Полидекта.
В I веке до нашей эры она была удостоена публичного декрета о благодарности за строительство за собственный счёт городского водохранилища и акведука. Исследователь Джеймс Бойкин Ривз писал, что совмещение в биографии Филы благотворительности и занимания государственной должности предполагает, что «возрастающее значение богатства в общественной жизни, то есть способность частных лиц финансировать важные общественные работы, возможно, сыграло свою роль в преодолении традиционного представления о непригодности женщин к государственной службе». Вполне вероятно, что её сделали мировой судьёй, потому что она обещала внести свой вклад в общественные работы за счёт собственных частных средств.
Фила не была первой женщиной в древнегреческом мире, занимавшей государственную должность — так сохранилась надпись, содержащая сведения о женщине-архонте в Гистрии во II веке до н. э. Тем не менее случай с Филой не был исключением для того времени и был частью растущей свободы женщин в древнегреческом мире в период эллинизма, документы которого демонстрируют большую независимость женщин в брачных контрактах и возможность действовать без мужчины-опекуна в экономических и общественных делах.